# Bauhinia dioscoreifolia
Bauhinia dioscoreifolia är en ärtväxtart som beskrevs av L.Chen. Bauhinia dioscoreifolia ingår i släktet Bauhinia och familjen ärtväxter. Inga underarter finns listade i Catalogue of Life.